# Юратишковский сельсовет
Юратишковский сельсовет (бел. Юрацішкаўскі сельсавет) — административная единица на территории Ивьевского района Гродненской области Республики Беларусь. До 24 января 2014 года — поселковый Совет.

## Состав
Юратишковский сельсовет включает городской посёлок Юратишки и 37 сельских населённых пунктов:
- Адамово — хутор.
- Бокшишки — деревня.
- Верещаки — деревня.
- Войнилиха — хутор.
- Гелути — деревня.
- Грушенцы — деревня.
- Гумнищи — деревня.
- Дарени — деревня.
- Дуничи — хутор.
- Жиличи — деревня.
- Заельники — деревня.
- Зеленки — хутор.
- Келойти — деревня.
- Каркеняты — деревня.
- Кости — деревня.
- Кузьмянка — хутор.
- Лойбишки — хутор.
- Лепешки  — деревня.
- Лобачи — деревня.
- Людвиново — хутор.
- Макути — деревня.
- Мильки — деревня.
- Нефедки — деревня.
- Новики — деревня.
- Пасека — деревня.
- Поболи — деревня.
- Пунищи — деревня.
- Савичи — деревня.
- Семенки — деревня.
- Тенюковщина — деревня.
- Цепеняты — деревня.
- Черкесы — деревня.
- Чернели — деревня.
- Чашейки — деревня.
- Шавелы — деревня.
- Якунь — деревня.
- Яросмишки — деревня.

## Производственная сфера
- КСУП «Субботники»
- Юратишковское лесничество
- Лепешское лесничество
- Лесопункт «Юратишки»
- Ивьевский ПУ ОАО «Лидахлебопродукт»
- Юратишковское производство Ивьевского райпо

## Социальная сфера
Образование —  УПК ДЯС-СШ.
Медицина — больница, ФАП, аптека.
Культура — ГДК, ЦДК, 2 библиотеки.

## Памятные места
Воинские захоронения:

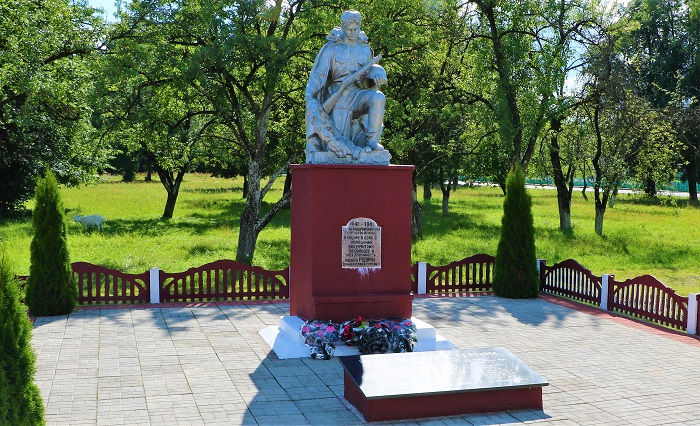
Памятник на братской могиле в г.п. Юратишках Ивьевского района Гродненской области

- братская могила г.п. Юратишки — воинское захоронение 79 воинов и партизан (43 неизвестных), погибших в боях за освобождение поселка Юратишки от немецко-фашистских захватчиков; фундаментальный памятник коленопреклоненного воина Советской Армии из бронзы на постаменте установлен в 1957 году; в 2007 г. постановлением Совета Министров Республики Беларусь от 14.05.2007 № 578 "О статусе историко-культурных ценностей" придан статус историко-культурной ценности III категории;
- братская могила д. Тенюковщина — Фундаментальный памятник (изображение воина Советской Армии и партизанки), установленный в 1967 г., изготовлен из бронзы. В 2021 году закреплена гранитная плита. Захоронено 15 человек.
- братская могила д. Кости;
- индивидуальные могилы в г.п. Юратишки.

## Достопримечательности
- Костел Преображения Господнего
- Церковь Святителя Николая Чудотворца
- Геодезический пункт дуги Струве "Виднополь" близ д. Мильки